# Firmin Wantier
Firmin Wantier (Wasmuël, Henegouwen, 13 oktober 1919 – Anderlecht, 10 februari 1987) was een Belgisch componist, muziekpedagoog en dirigent.

## Leven
Wantier deed zijn muziekstudies aan het Koninklijk Conservatorium te Bergen. Hij was orkestmusicus (symfonisch orkest van de BRT) en muziekpedagoog in deze hoofdstad van de provincie Henegouwen. In de tijd van 1959 tot 1979 was hij plaatsvervanger van de dirigent Fernand Terby van de Koninklijke Harmonie "Sinte-Cecilia" te Halle.
Als componist schreef hij marsen voor harmonieorkest.

## Composities

### Werken voor harmonieorkest
- Show March
- Air et Variations, voor trombone en harmonieorkest
- En Voiture! Instappen!, mars van de spoorwegmannen van Belgisch Congo

- Virtual International Authority File: 7782152744546027850003